# Йордан Руйчев
Йордан Руйчев Стоянов е български революционер, горянин, борец срещу комунистическата власт в България след Деветосептемврийския преврат.

## Биография
Роден е на 13 септември 1914 година в светиврачкото село Плоски. Член е на Вътрешната македонска революционна организация. В 1935 година завършва кандидат-офицерска школа. В 1943 година постъпва в жандармерията и участва в преследвания срещу комунистически партизани.
След Деветосептемврийския преврат, през декември 1946 година Руйчев убива секретаря на Българската комунистическа партия в Плоски Методи Николов и става нелегален. Застава на чело на чета от 5 души, която започва да действа в района на Плоски. По-късно четата му влиза във връзка с Шести Пирински отряд на Герасим Тодоров.
На 5 март 1948 година четата влиза в престрелка с милицията в местността Шарената скала. Трима горяни са убити, но Йордан Руйчев успява да избяга. Към него се присъединяват брат му и баща му. В началото на април тримата са открити и след няколко операции на Държавна сигурност бащата е заловен, а братя Руйчеви са убити.